# Elektrotango
Elektrotango eller elektronisk tango är en blandning mellan elektronisk musik och akustisk tangomusik. Genom sin genremix har elektrotangon lyckats slå igenom både som trendig barmusik och som ett alternativ till den klassiska tangon för tangodansare.  Sedan Gotan Projects stora framgångar med La revancha del tango 2001 har antalet grupper inom genren växt kraftigt, men Gotan Project och Bajofondo Tango Club framstår alltjämt som de stora företrädarna för elektrotangon.

## Karaktär
En tydlig skillnad gentemot traditionell tango är styckenas längd, som i elektrotangon ofta är den dubbla jämfört med de klassiska två till tre minuterna per låt. Dessutom är den elektroniska musikens monotoni något som kontrasterar mot de starkt utlevda fraseringar som karaktäriserar traditionell tango. Dansmässigt har elektrotangon blivit förknippad med stilar som gärna utförs i öppen dansfattning, såsom tango nuevo och tango fantasia.